# コミ語
コミ語（コミご、коми кыв, コミ語ラテン翻字: komi kyv、ジリエーン語、ジリヤン語とも）は、フィン・ウゴル語派ペルム諸語に分類される言語である。ロシアのコミ共和国およびペルミ地方に住むコミ人によって話されている。
コミ・ペルミャク語とも呼ばれるペルミャク方言についても、ここで解説する。

## 歴史
紀元前800年ごろにコミ人がカマ川上流域に移動したことにより、ペルム祖語がウドムルト語とコミ語に分裂して成立した。フィン・ウゴル語派ではハンガリー語に次いで、2番目に古い記録をもつ言語である。1000語は、フィン・ウゴル祖語から継承されている。現在でもウドムルト語の語彙とは共通点が多く、コミ語の一般的な語彙の語幹の80%は、ウドムルト語にも同じものがみられる。そのほか、コミ人と諸民族との交流により、時代によってイラン系の言語や、古代チュヴァシ語、ヴェプス語、カレリア語、ロシア語（時代順）などからの借用語が導入されている。以下のような方言があり、コミ・ジリエーン語とコミ・ペルミャク語の分離は14世紀から15世紀ごろと考えられている。

## 方言
- コミ・ジリエーン語（Komi-Zyryan, 狭義のコミ語、コミ方言）
  - 北部方言
    - ヴィム方言 (Vym)
    - イジマ方言 (Ižma)
    - ペチョラ方言 (Pečora)

  - 中部方言
    - ウドラ方言 (Udora)
    - 下ビチェグダ方言 (Lower Vyčegda)
    - 中ビチェグダ方言 (Middle Vyčegda)
    - 上ビチェグダ方言 (Upper Vyčegda)

  - 南部方言
    - 中スィソラ方言 (Middle Sysola)
    - ルザ・レトカ方言 (Luza-Letka)
    - 上スィソラ方言 (Upper Sysola)
- コミ・ペルミャク語（Komi-Permyak, ペルミャク方言）
  - 北部方言（北部ペルミャク方言）
  - 南部方言（南部ペルミャク方言）
- コミ・ヤズヴァ語（英語版）（Komi-Yazva, 東部ペルミャク方言）

コミ・ジリエーン語（コミ方言）は、コミ共和国で用いられている方言で、狭義にはこの方言のことをコミ語といい、その他の諸方言をコミ・ペルミャク語として区別する。話者人口は32万7000人。コミ・ペルミャク語は、コミ・ペルミャク管区で話されており、話者は15万1000人。コミ・ヤズヴァ方言（東部ペルミャク方言）はコミ・ペルミャク管区の東部、ヤズヴァ川流域の住民4000人によって用いられている。これらの方言の差異は音声的なものだけであり、「コミ語」と「コミ・ペルミャク語」とされることもあるが、実質的には同一の言語と見なされている。具体的には、方言によって "Л" と "В" の交替が行われるかどうかが異なる。コミ・ジリエーン語の南部方言、上ビチェグダ方言の一部、ペチョラ方言の一部、北部ペルミャク方言、コミ・ヤズヴァ方言では、語中の "Л" はすべて保存されるが、コミ・ジリエーン語の中部方言（上ビチェグダ方言の一部を除く）では、音節の開始にあたる "Л" 以外は "В" に置き換えられ、南部ペルミャク方言ではすべてが置き換えられる。コミ・ジリエーン語の北部方言（ペチュラ方言の一部を除く）においては、先行する母音が長音化される。
コミ・ジリエーン語とコミ・ペルミャク語は、それぞれ別々の標準語と文語を持つが、一方でコミ・ヤズヴァ方言（東部ペルミャク方言）は文字を持たない。コミ・ジリエーン語の文語は中ビチェグダ方言を、コミ・ペルミャク語の文語は南部方言を基礎としている。14世紀には下ビチェグダ方言を元に作られた文語もあったが廃れ、現在使われているのはロシア革命後に作られたものである。コミ・ペルミャク語の文語では、人工的に "Л" と "В" の交替が行われた。

## 文字
文字は、キリスト教の宣教師ペルムの主教ステファン（ステファン・ペルムスキー）が、14世紀後半にキリル文字とギリシア文字を元に改変し考案した「アブル文字」が宗教書の筆写などに用いられていたが、18世紀には用いられなくなった。1930年代はじめにはラテン文字に変えようという動きもあったが、現在ではロシア語のキリル文字に "І" と "Ӧ"（ダイエレシス付きО）を加えたものが使われている。
| А | Б | В | Г | Д | Е | Ё | Ж | З | И | І | Й | К | Л | М | Н | О | Ӧ | П | Р | С | Т | У | Ф | Х | Ц | Ч | Ш | Щ | Ъ | Ы | Ь | Э | Ю | Я |
| а | б | в | г | д | е | ё | ж | з | и | і | й | к | л | м | н | о | ӧ | п | р | с | т | у | ф | х | ц | ч | ш | щ | ъ | ы | ь | э | ю | я |

## 音韻

### 子音
|        |        | 唇 | 歯茎 | 後部歯茎 | 硬口蓋 | 軟口蓋 |
| ------ | ------ | -- | ---- | -------- | ------ | ------ |
| 鼻     | 鼻     | m  | n    |          | ɲ      |        |
| 破裂   | 無声   | p  | t    |          | c      | k      |
| 破裂   | 有声   | b  | d    |          | ɟ      | ɡ      |
| 破擦   | 無声   |    |      | t͡ʃ       | t͡ɕ     |        |
| 破擦   | 有声   |    |      | d͡ʒ       | d͡ʑ     |        |
| 摩擦   | 無声   |    | s    | ʃ        | ɕ      |        |
| 摩擦   | 有声   | v  | z    | ʒ        | ʑ      |        |
| ふるえ | ふるえ |    | r    |          |        |        |
| 接近   | 側面   |    | l    |          | ʎ      |        |
| 接近   |        |    |      | j        |        |        |

### 母音
|      | 前舌 | 中舌 | 後舌 |
| ---- | ---- | ---- | ---- |
| 狭   | i    | ɨ    | u    |
| 中央 | e    | ə    | o    |
| 広   |      | a    |      |

音価上は/ɨ/は[ɯ̈]、/a/は[ä]である。前後の子音によって母音による異音は幅広いが、別な母音と重なる異音はない。